# San Diego Mesa College
San Diego Mesa College (conocido informalmente como Mesa College o Mesa) es una universidad de dos años ubicada en San Diego, California. Mesa College es parte del San Diego Community College District junto con San Diego City College, San Diego Miramar College y San Diego Continuing Education. El Mesa College al igual que City y Miramar pertenecen al sistema del California Community College junto con otras 112 universidades de dos años en el estado.
San Diego Mesa College está acreditado por la Western Association of Schools and Colleges (WASC), Accrediting Commission for Community and Junior Colleges (ACCJC). El Mesa College es el 16.º más grande del estado.

## Deportes
Mesa College tiene instalaciones de racquetball, natación, tenis, soccer y fútbol americano. Los Olimpianos (Olympians), el equipo de fútbol americano del colegio comunitario compite en la Pacific Coast Conference desde 1982.